# Associazione Calcio Femminile Milan
L'Associazione Calcio Femminile Milan, abbreviata in A.C.F. Milan  e citata anche semplicemente come Milan, fu una società calcistica femminile italiana con sede a Milano. La società, che non aveva affiliazioni o collaborazioni con il Milan maschile pur riprendendone denominazione e colori sociali, ha dichiarato la sua inattività alla FIGC alla fine della stagione sportiva 2012-2013. Successivamente, la sua affiliazione alla FIGC è decaduta.
L'A.C.F. Milan non è da confondere con l'A.C.F. Milan 82 di Milano, altra società con cui ha condiviso per molte stagioni denominazione e colori sociali, ma non lo stesso campo di gioco; il campionato di Serie A 1987-1988 è l'unico disputato da entrambe le squadre.
Dopo la sua dichiarazione di inattività due società sportive milanesi già esistenti hanno cambiato colori sociali ed assunto una denominazione simile a quella della cessata A.C.F. Milan, non avendo tuttavia alcuna attinenza con la società.

## Palmarès

Rose Reilly con la maglia scudettata del GBC Milan nella stagione 1976

### Competizioni nazionali
- Campionato italiano: 4

1970, 1973, 1975, 1998-1999
- Coppa Italia: 3

1975, 1976, 1997-1998
- Supercoppa italiana: 2

1998, 1999
- Campionato italiano di Serie A2: 1

2010-2011
- Campionato italiano di Serie B: 2

1986-1987, 1993-1994

### Competizioni regionali
- Campionato di Serie C: 2

1982, 1989-1990

### Altri piazzamenti
- Campionato italiano:

Secondo posto: 1976, 1999-2000
Terzo posto: 1977, 1980, 2003-2004
- Coppa Italia:

Finalista: 1977, 1998-1999, 1999-2000
Semifinalista: 2000-2001, 2003-2004, 2004-2005
- Supercoppa italiana:

Finalista: 2000, 2004